# Gómez Plata
Gómez Plata este un municipiu din departamentul Antioquia, Columbia.